# Przeplatka britomartis
Przeplatka britomartis (Melitaea britomartis) – motyl dzienny z rodziny rusałkowatych.

## Wygląd
Rozpiętość skrzydeł od 34 do 38 mm, dymorfizm płciowy niewielki.

## Siedlisko
Suche polany leśne, obrzeża torfowisk, zręby i skraje lasów.

## Biologia i rozwój
Wykształca jedno pokolenie w roku (połowa czerwca-koniec lipca). Rośliny żywicielskie: przetacznik pagórkowy, przetacznik długolistny, szelężnik mniejszy, babka lancetowata. Jaja składane są po kilkadziesiąt sztuk na spodniej stronie rośliny żywicielskiej. Larwy wylęgają się po 2-2,5 tygodniach, żyją w oprzędach. Zimują pojedynczo lub w grupach wśród suchych liści. Stadium poczwarki trwa 2-3 tygodnie.

## Rozmieszczenie geograficzne
Gatunek eurosyberyjski, w Polsce występuje na nielicznych stanowiskach na południu i wschodzie kraju.